# 살인소설 (2018년 영화)
"살인소설"(영어: True Fiction)은 2018년 개봉한 대한민국의 영화이다.

## 캐스팅
- 지현우 : 김순태 역
- 오만석 : 이경석 역
- 이은우 : 이지영 역
- 김학철 : 염정길 역
- 조은지 : 염지은 역
- 구본웅 : 영철 역
- 이유준 : 승표 역
- 박주형 : 진표 역
- 최홍일 : 노 실장 역
- 양진서 : 어린 순태 역
- 이다니 : 어린 지은 역
- 진준범 : 어린 영철 역
- 강현욱 : 중학생순태 역
- 임용순 : 최 의원 역
- 김정수 : 당대표 역
- 조두리 : 여선생 역
- 이애리 : 한복아가씨 역
- 박상연 : 기자 역